# آندریاس شلفهوت

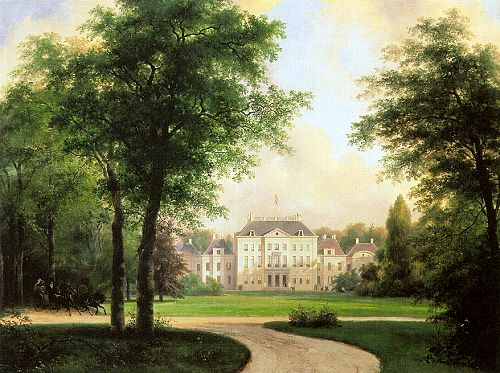
کاخ هت لو، ۱۸۳۸

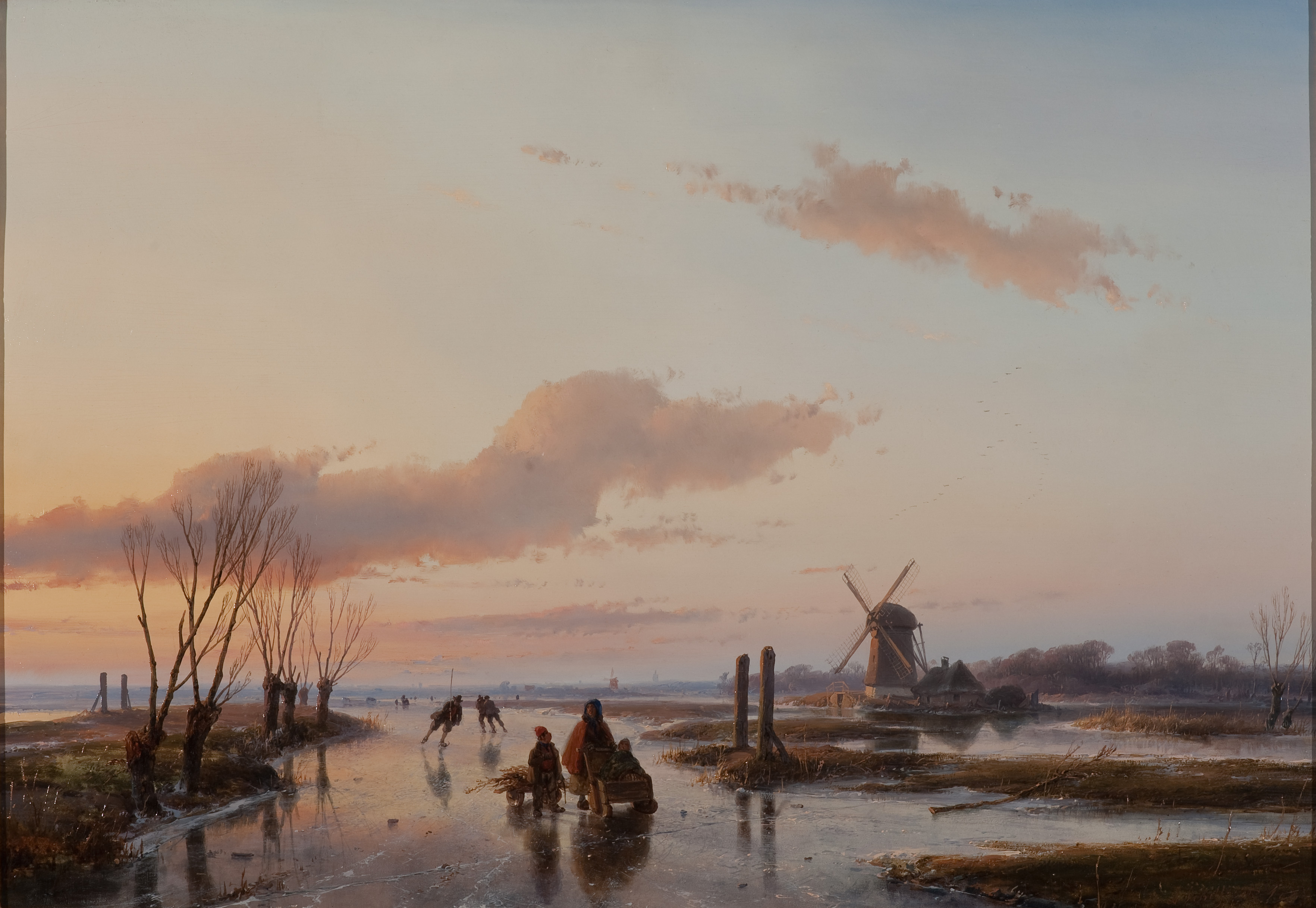
آبراه منجمد، ۱۸۴۵

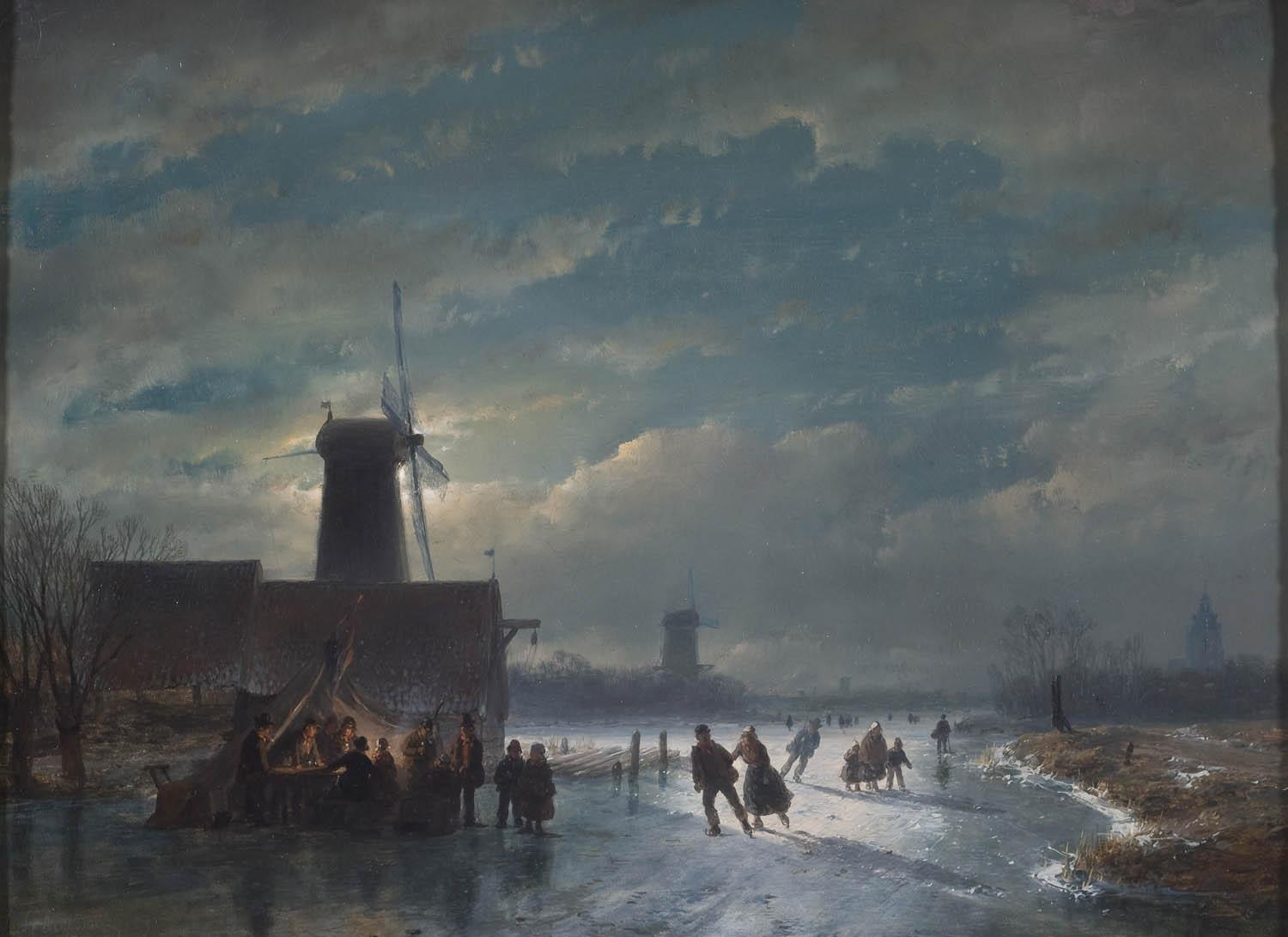
منظره زمستانی با "koek en zopie" در شب، ۱۸۴۹

آندریاس شِلفهوت (Andreas Schelfhout)(۱۷۸۷–۱۸۷۰) هنرمند هلندی در زمینه نقاشی، حکاکی و چاپ سنگی بود که برای نقاشی منظره معروف بود.

## سبک هنری
شلفهوت به جنبش رمانتیک تعلق دارد. نقاشی مناظر زمستانی هلند و آبراه‌های یخ‌زده همراه با اسکیت‌بازی در طول زندگی هنری او مشهور بودند. وی به یکی از تأثیرگذارترین هنرمندان هلندی در قرن خود تبدیل شد.

## نگارخانه

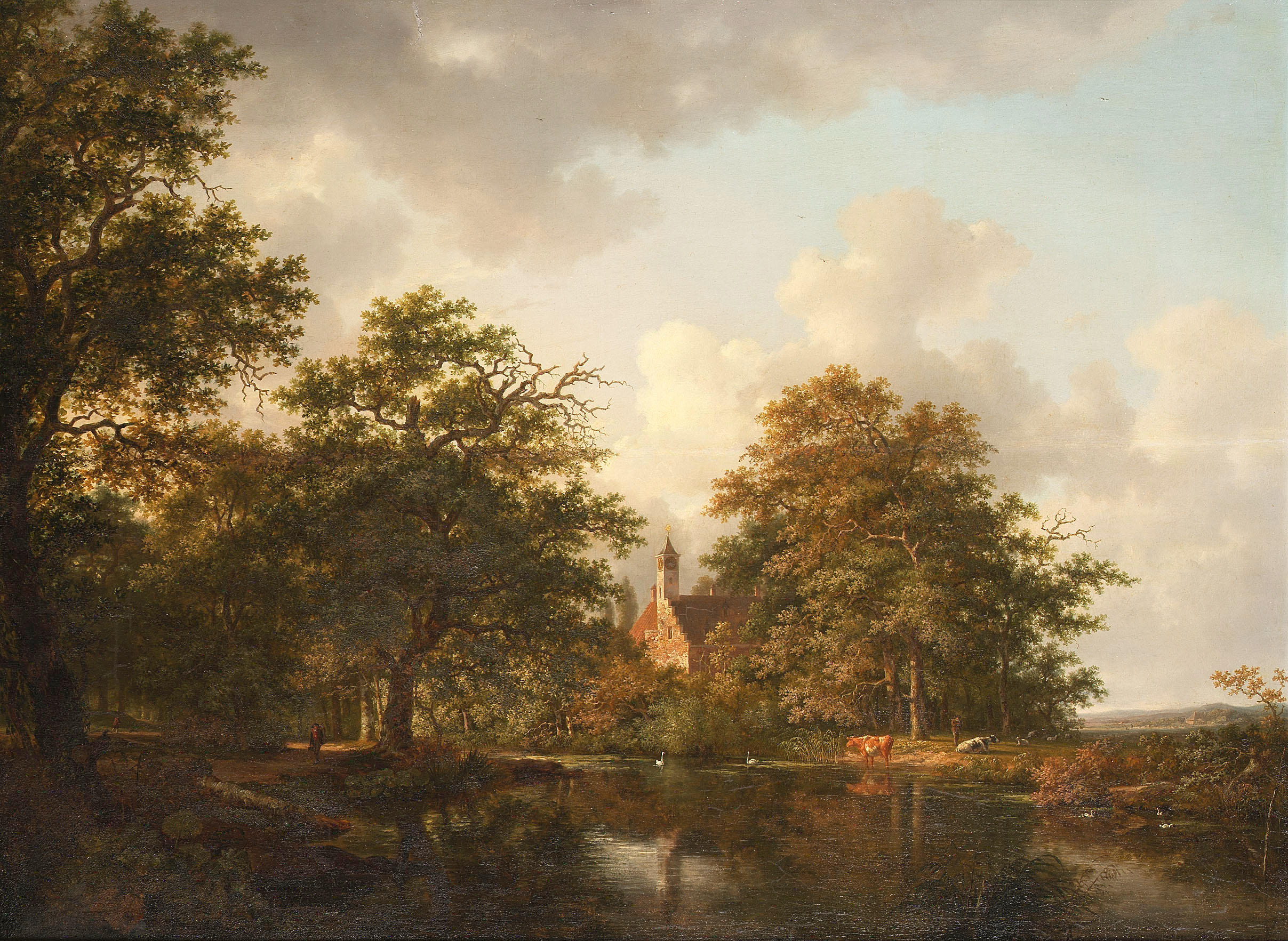
A. Schelfhout ، چهره‌ها و گاوها در کنار دریاچه ای در منظره ای جنگلی ، c. 1818؛ روغن روی صفحه
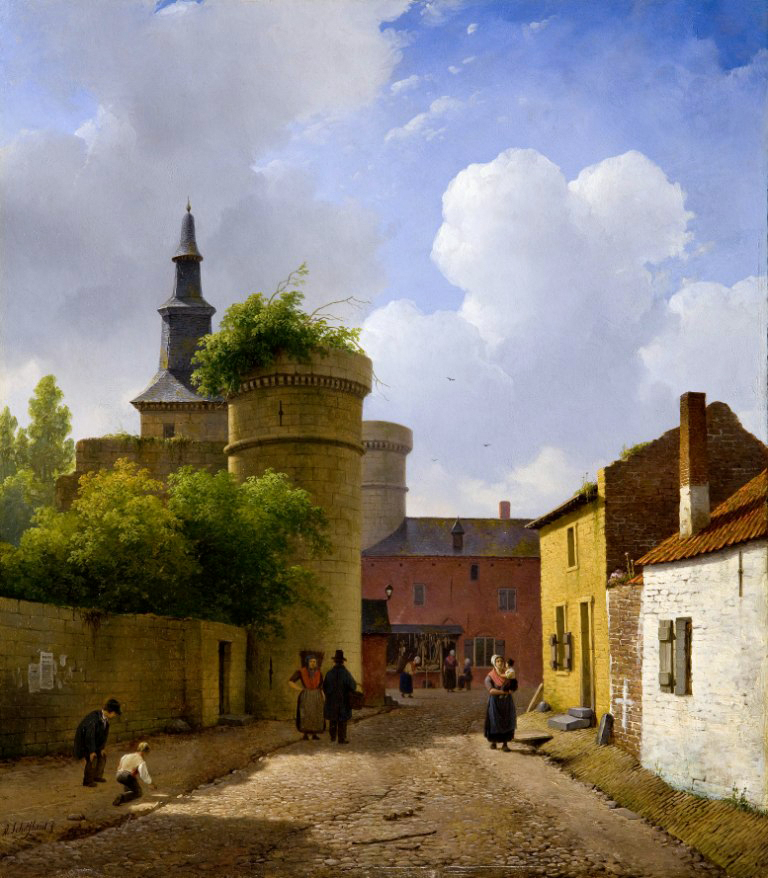
A. Schelfhout ، خیابان کوچک در Huy ، بلژیک ، ج. ۱۸۲۴؛ روغن روی صفحه
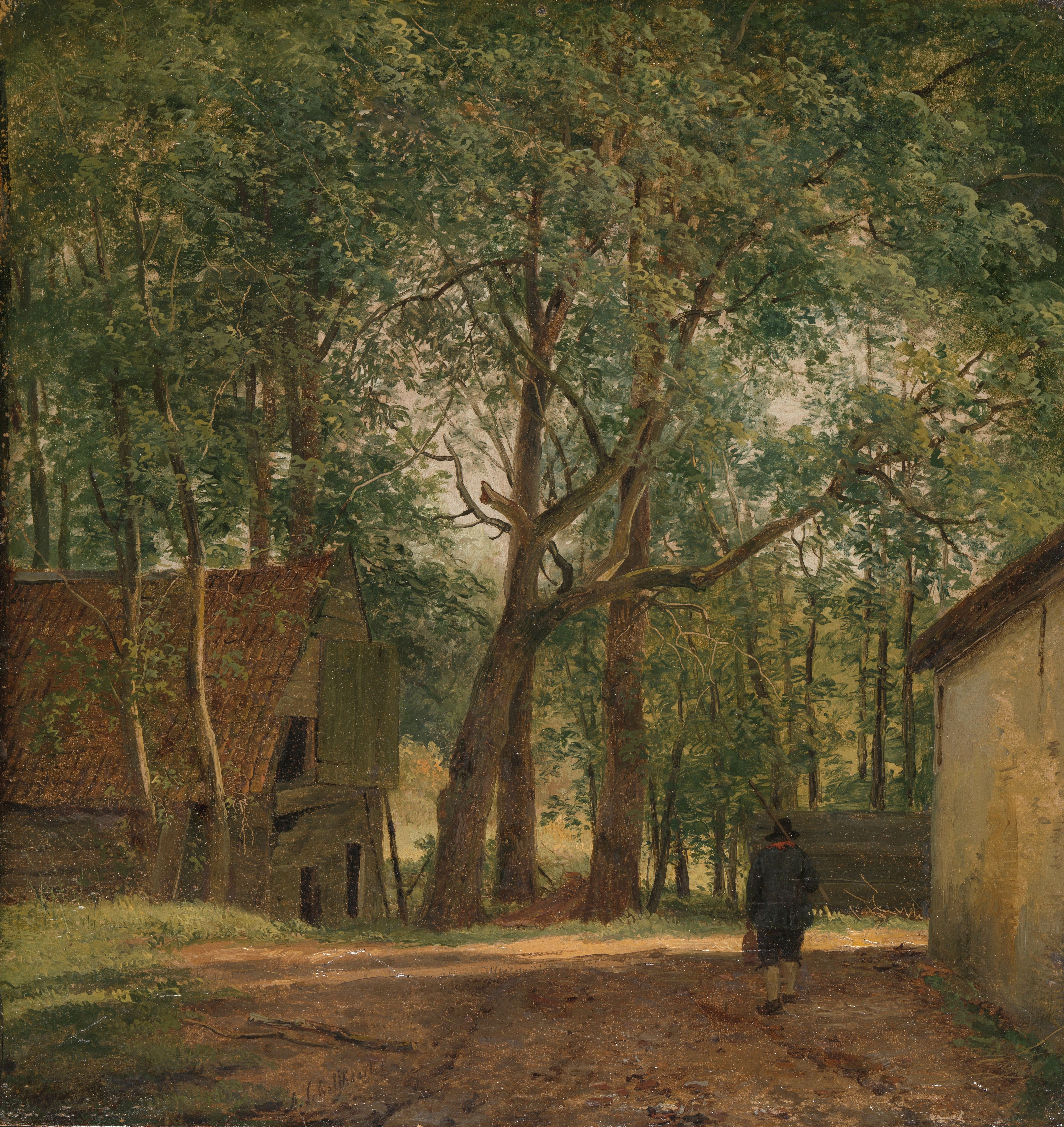
A. Schelfhout , Boerenschuur / Farmyard , c. 30-2020 روغن روی کاغذ
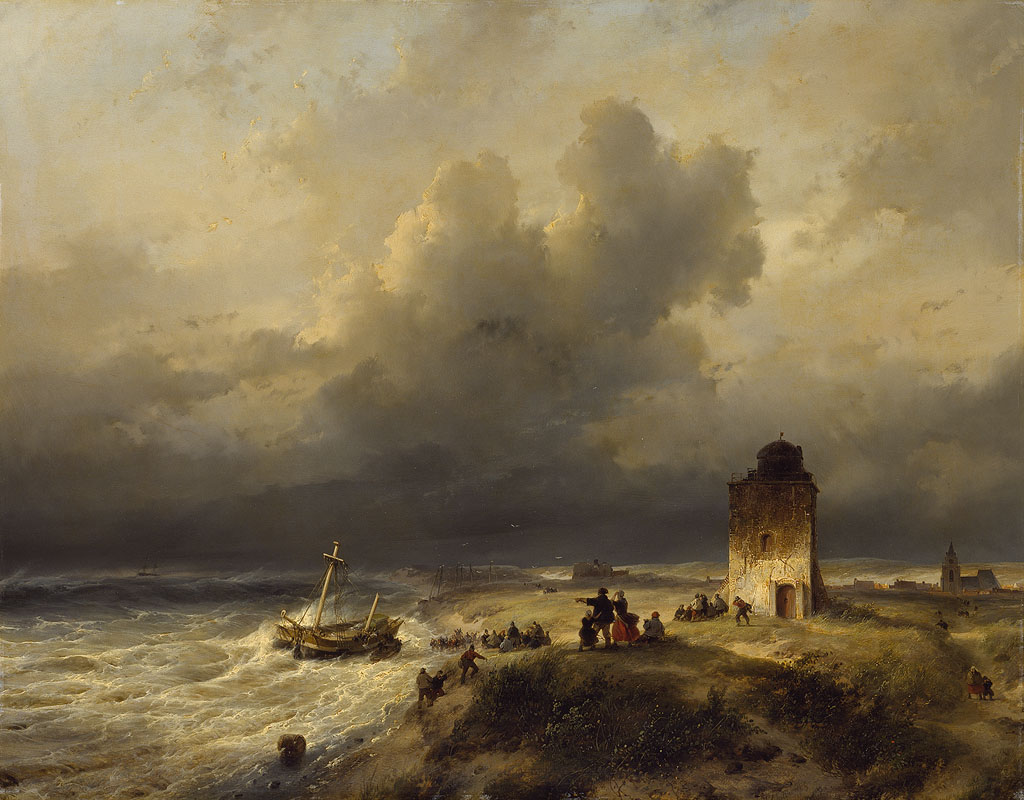
A. Schelfhout ، کشتی در Scheveningen ، ۱۸۳۷ ؛ روغن روی صفحه
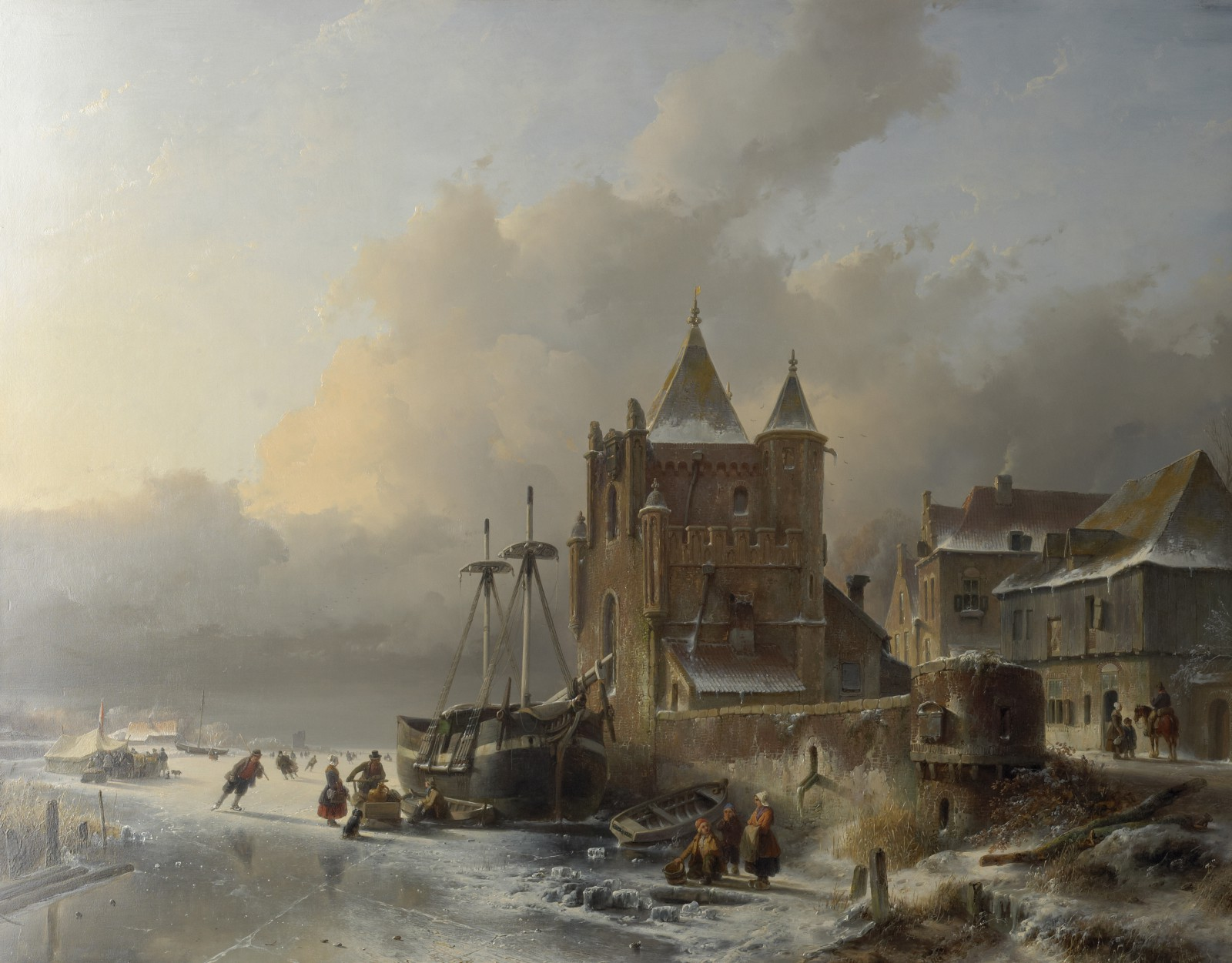
A. Schelfhout ، زمستان با ملاقات کنندگان / زمستان با اسکیت بازها ، ۱۸۳۸ ؛ روغن روی بوم
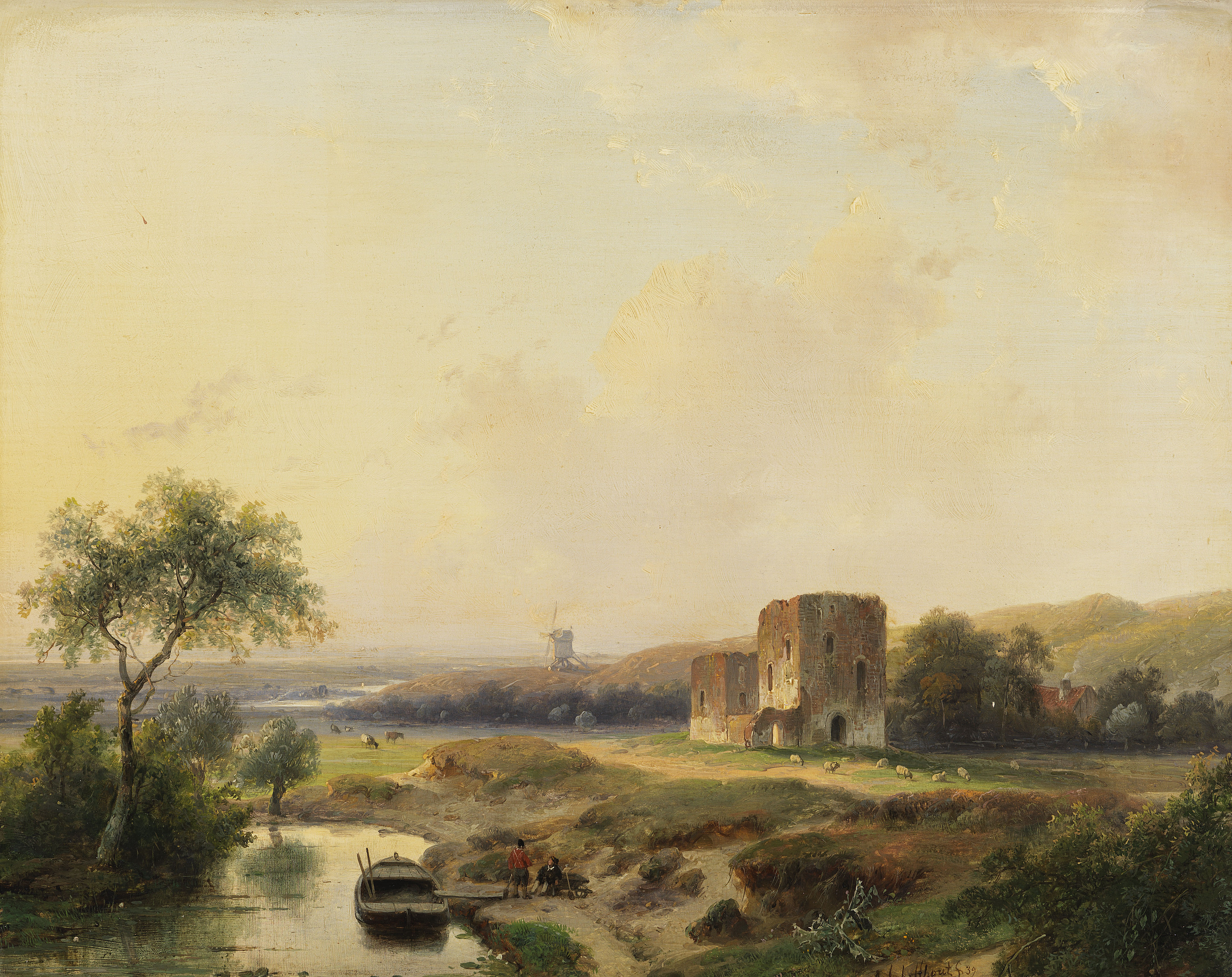
A. Schelfhout ، چشم انداز رودخانه در نزدیکی هارلم با آسیاب بادی و ویرانه‌های Brederode ، ۱۸۳۹ ؛ روغن روی صفحه
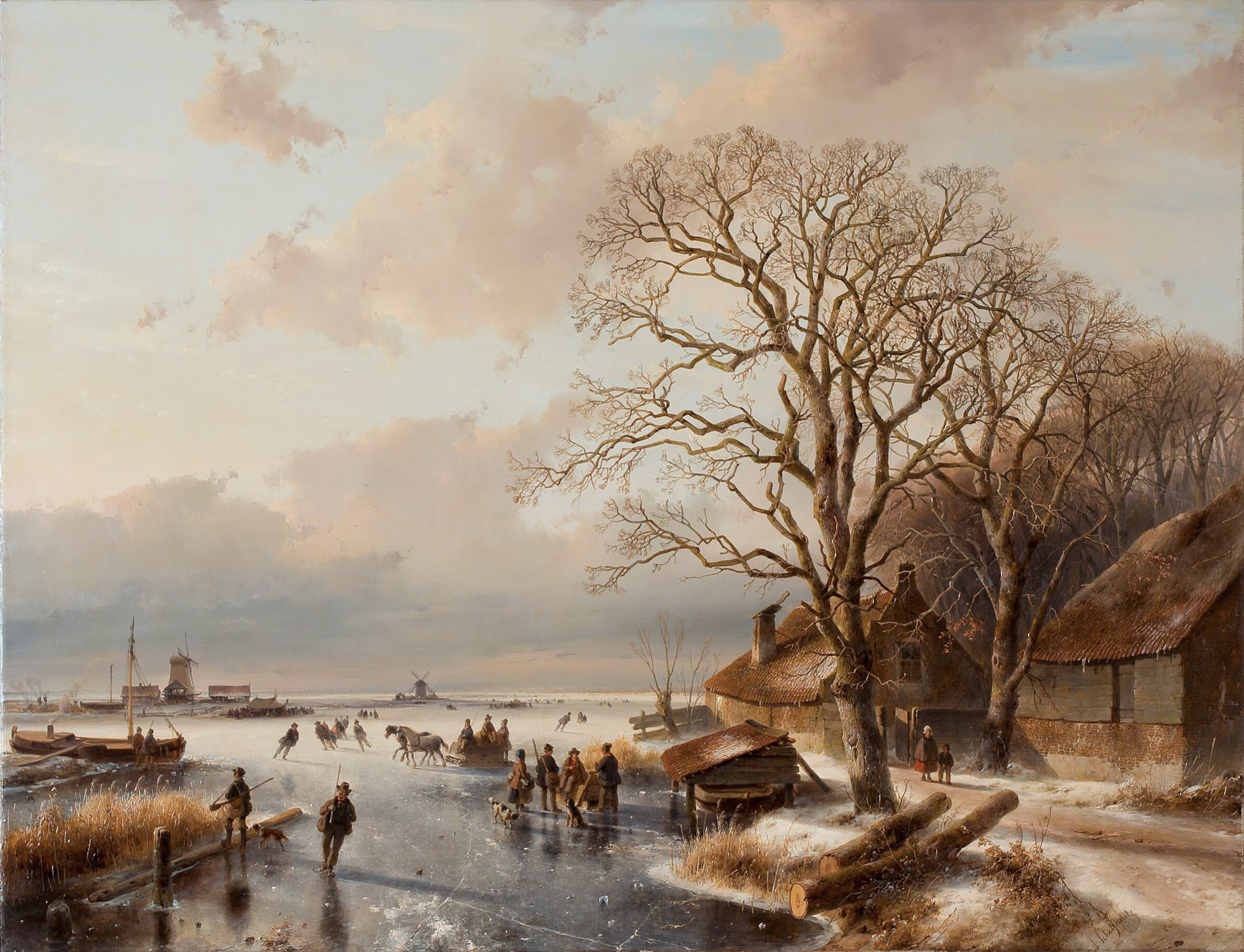
A. Schelfhout ، ۱۸۴۱: چشم انداز زمستان ، روغن روی بوم
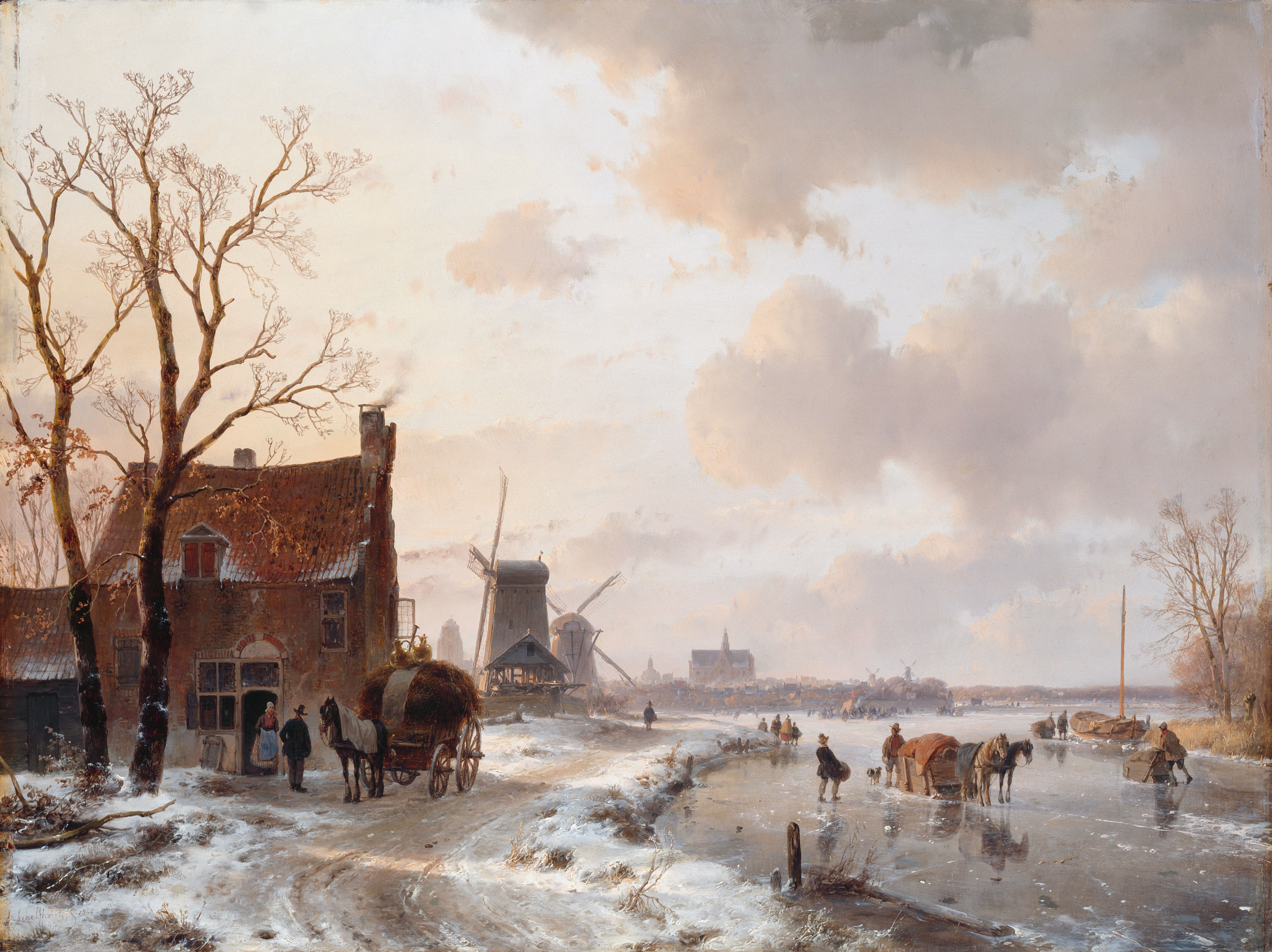
A. Schelfhout ، منظره زمستانی با اسب روی یخ ، ۱۸۴۴ ؛ روغن روی صفحه
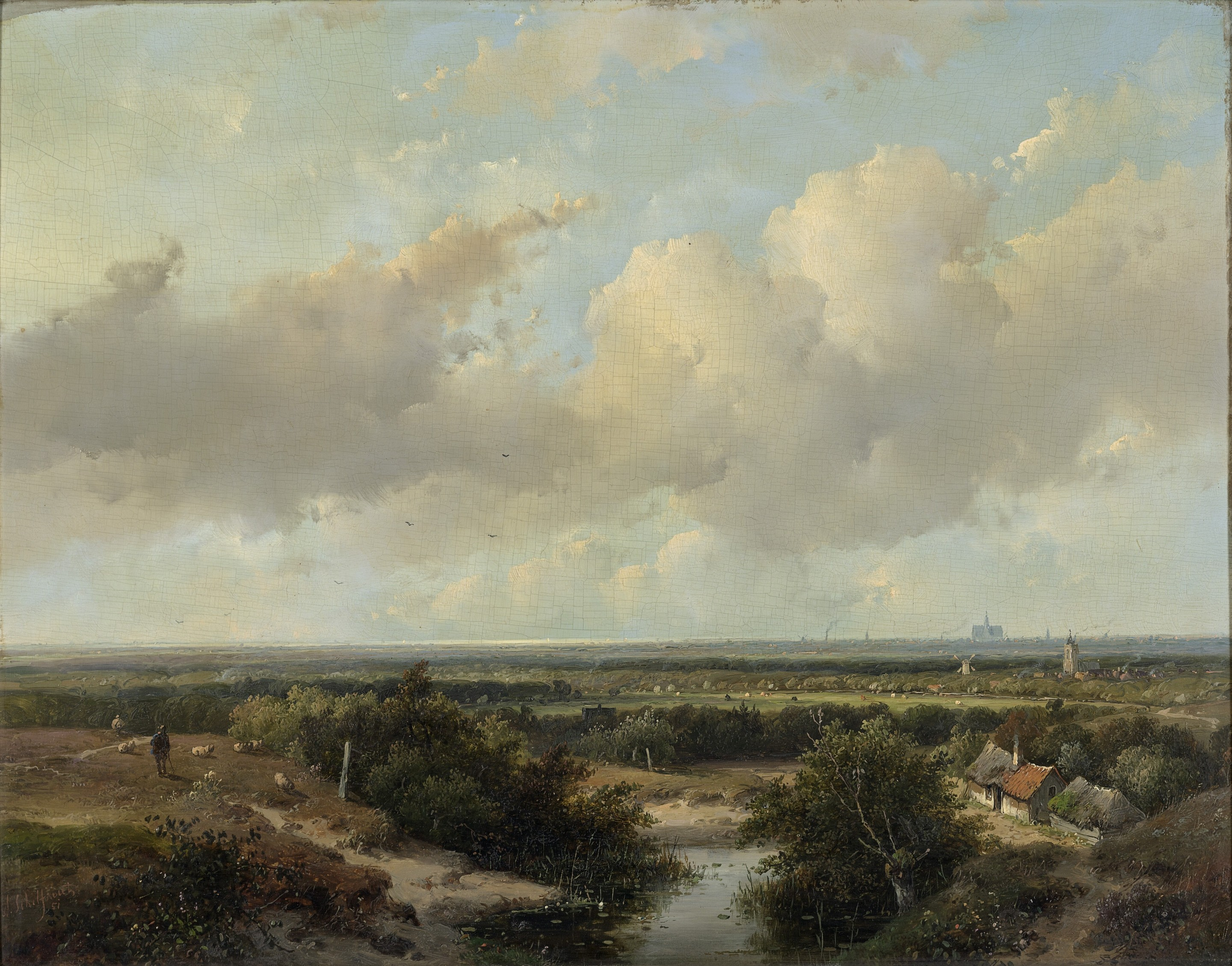
A. Schelfhout ، چشم انداز نزدیک هارلم ، ۱۸۵۱ ؛ رنگ روغن
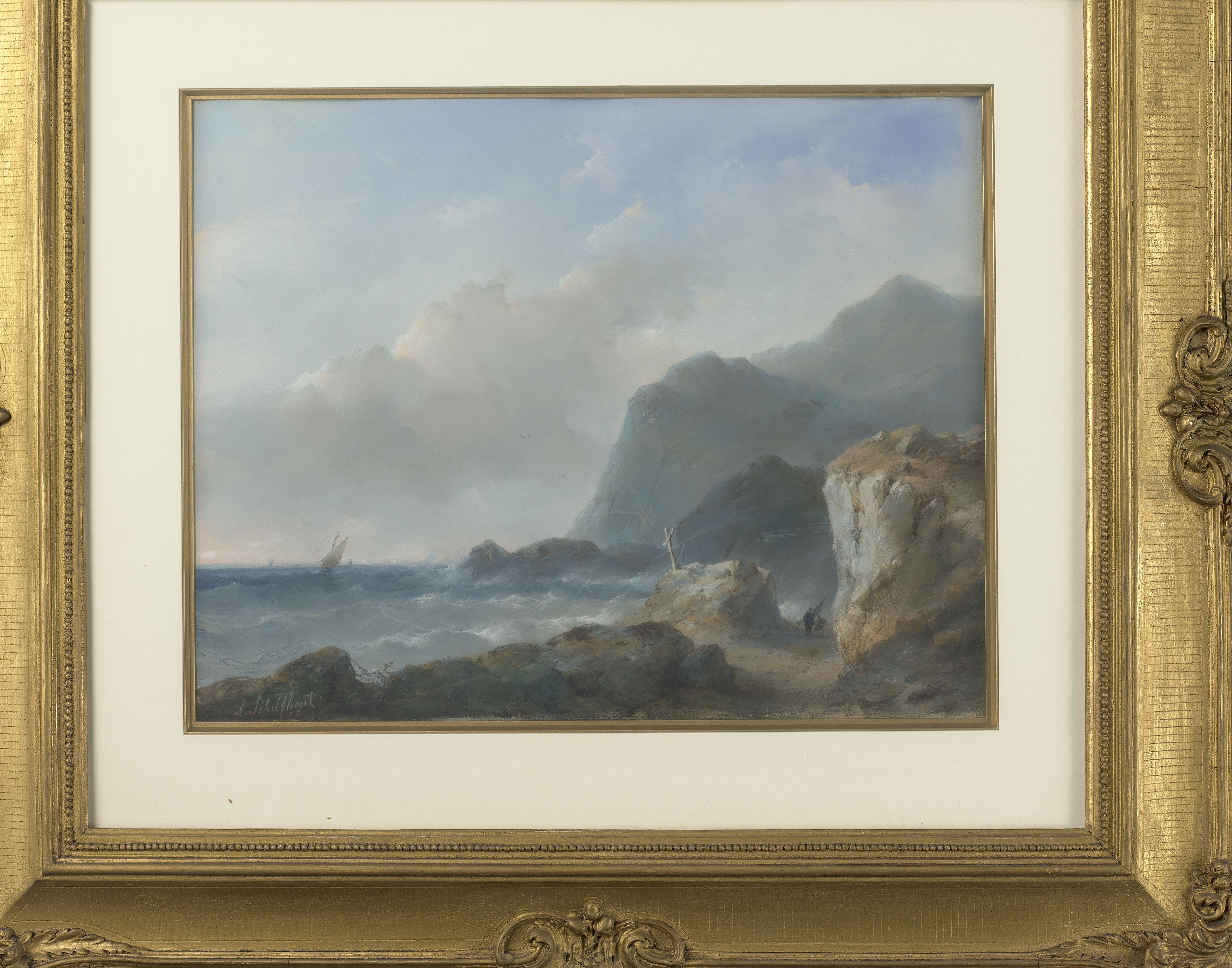
A. Schelfhout , Rocky Coast ، ۱۸۵۲ ؛ پاستل روی کاغذ
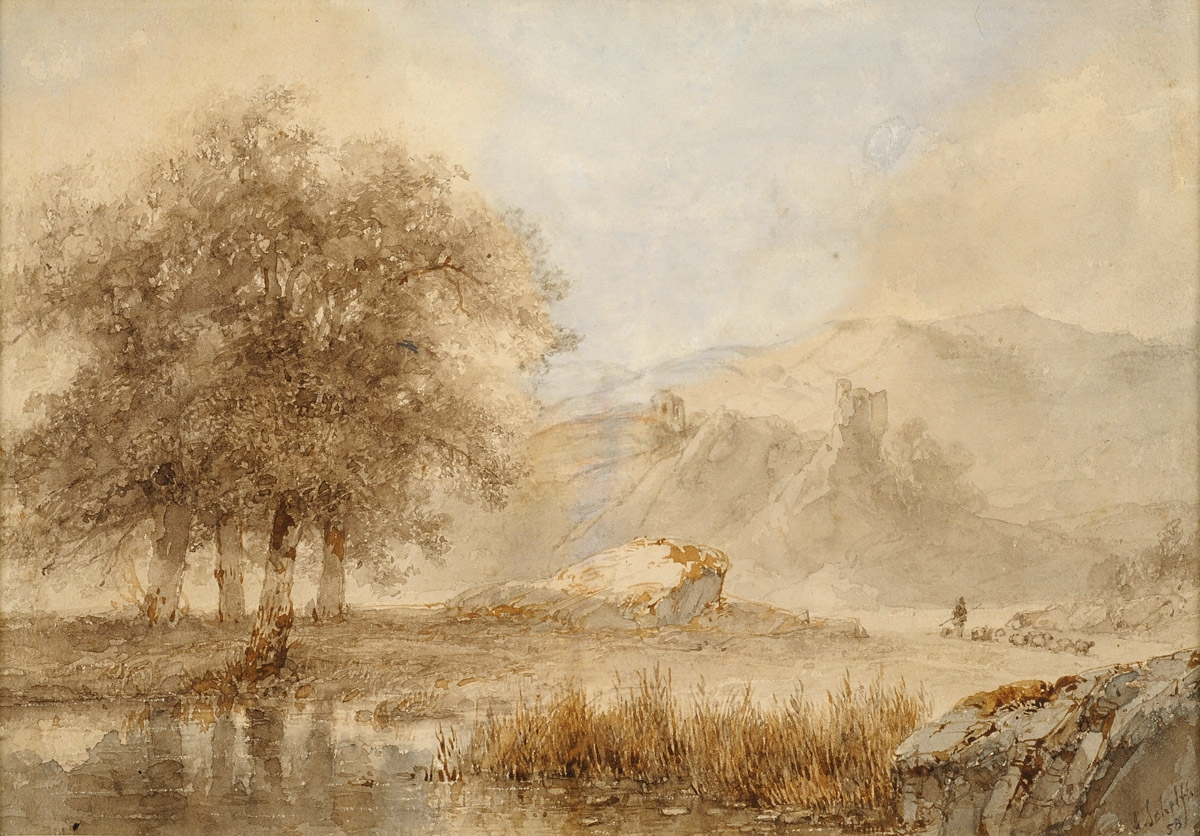
A. Schelfhout ، منظره ای با ویرانه و کوه‌ها ، ۱۸۵۸ ؛ آبرنگ روی کاغذ
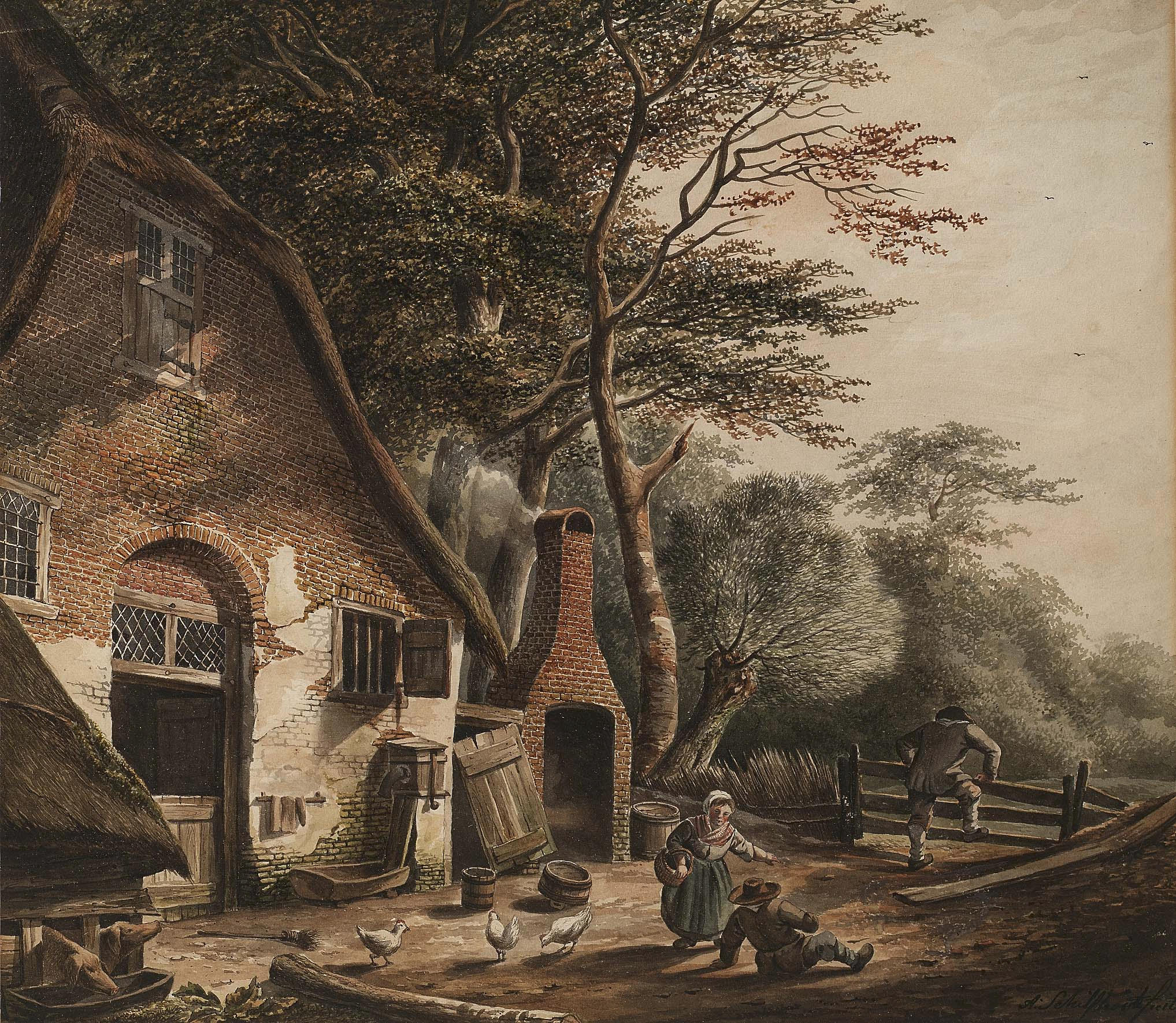
A. Schelfhout ، ارقام خارج از مزرعه ، بدون تاریخ. قلم ، جوهر هندی و آبرنگ روی کاغذ
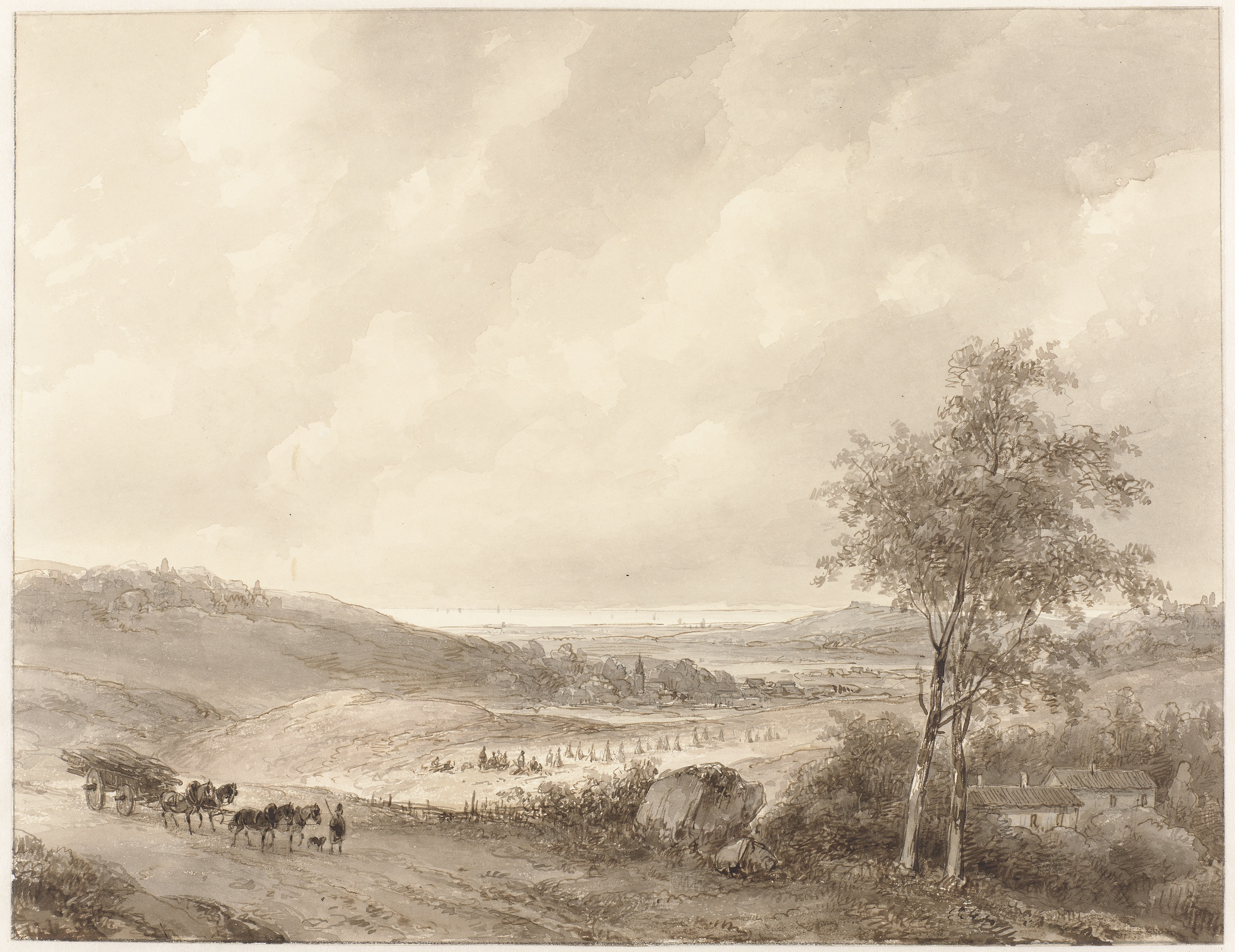
A. Schelfhout ، چشم انداز بین کاله و بولون ، بدون تاریخ. قلم و مداد قهوه ای روی کاغذ
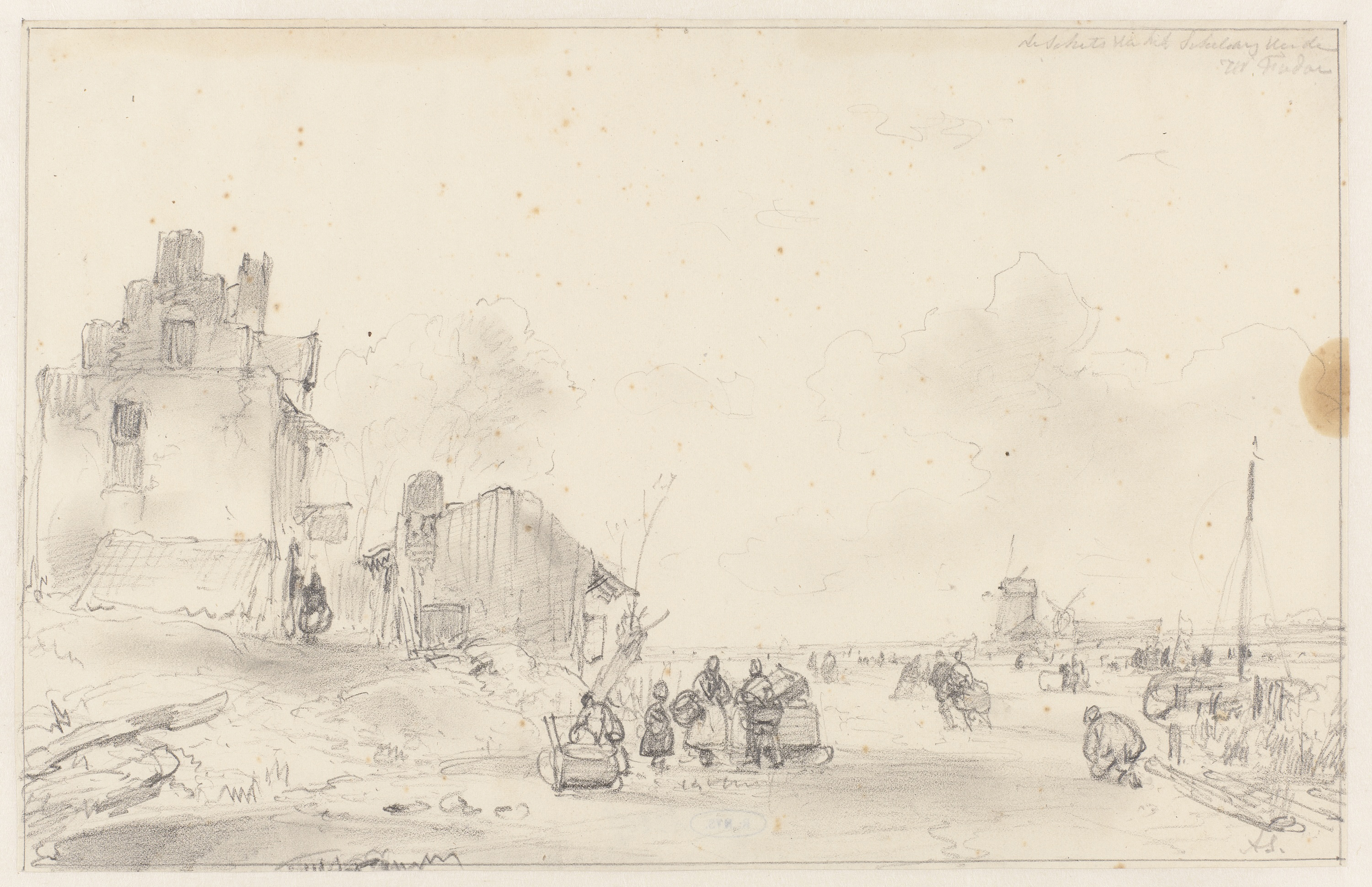
A. Schelfhout ، زمستان ، چشم انداز ، بدون تاریخ. مداد روی کاغذ
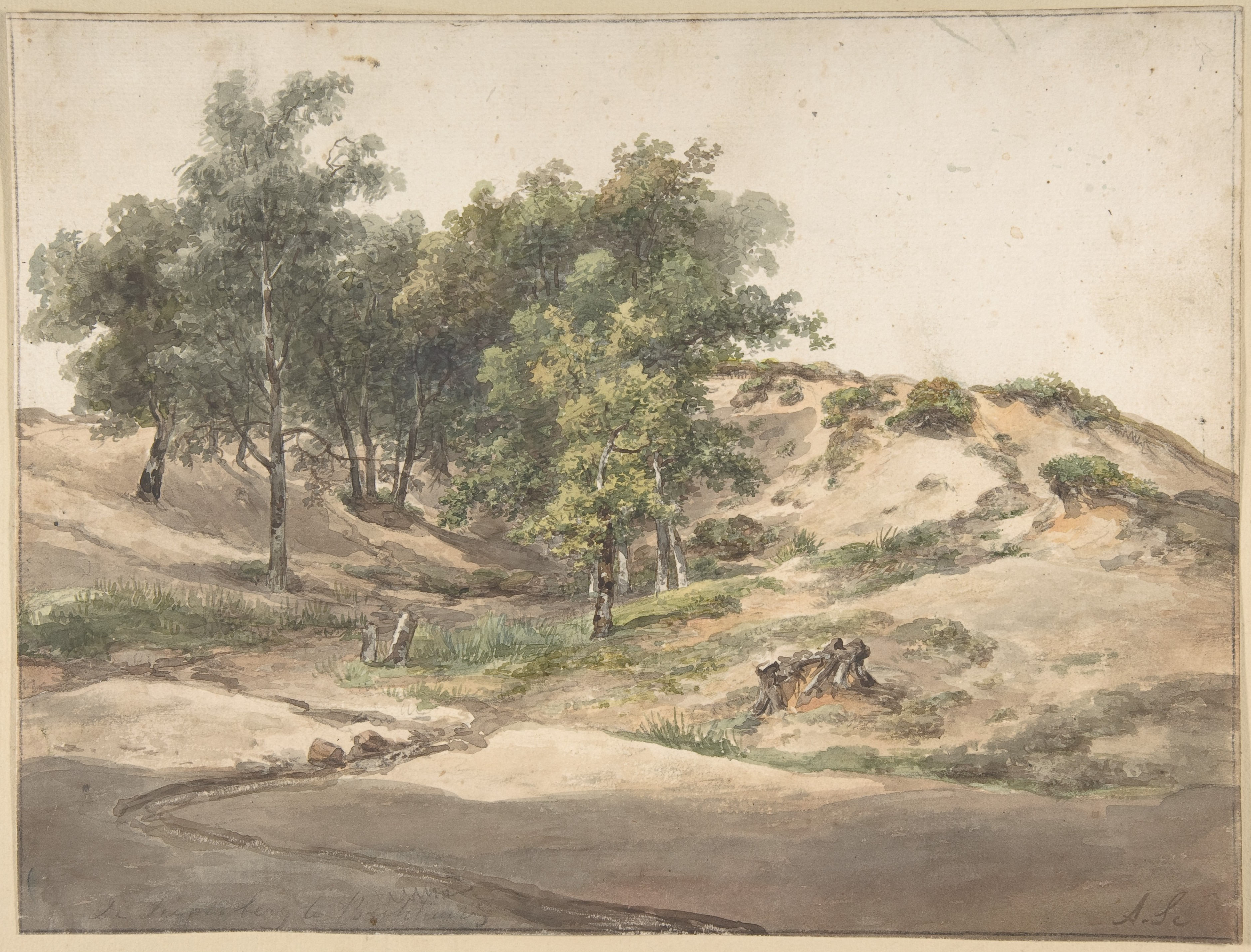
A. Schelfhout ، منظره ای جنگلی نزدیک Beekhuizen ، بدون تاریخ. آبرنگ روی گچ سیاه ، روی کاغذ